# João Souza
João Olavo Soares de Souza (ur. 27 maja 1988 w Mogi das Cruzes) – brazylijski tenisista, reprezentant w Pucharze Davisa.

## Kariera tenisowa
Karierę tenisową Souza rozpoczął w 2006 roku. W grze pojedynczej zwyciężył w 9 turniejach kategorii ATP Challenger Tour.
W grze podwójnej Brazylijczyk doszedł do 1 finału kategorii ATP World Tour, w lutym 2015 roku w Quito.
W 2012 roku zadebiutował w reprezentacji Brazylii w Pucharze Davisa.
W styczniu 2020 roku został dożywotnio zdyskwalifikowany i ukarany 200 tys. dolarów grzywny za ustawianie meczów.
Najwyżej sklasyfikowany w rankingu singlistów był na 69. miejscu 6 kwietnia 2015 roku, natomiast w zestawieniu deblistów zajmował 70. pozycję w styczniu 2013 roku.

### Finały w turniejach ATP World Tour
| Legenda                                      |
| -------------------------------------------- |
| Wielki Szlem                                 |
| Igrzyska olimpijskie                         |
| Tennis Masters Cup / ATP Finals              |
| ATP Masters Series / ATP Tour Masters 1000   |
| ATP International Series Gold / ATP Tour 500 |
| ATP International Series / ATP Tour 250      |

#### Gra podwójna (0–1)
| Końcowy wynik | Nr | Data          | Turniej | Nawierzchnia | Partner         | Przeciwnicy                        | Wynik finału |
| ------------- | -- | ------------- | ------- | ------------ | --------------- | ---------------------------------- | ------------ |
| Finalista     | 1. | 8 lutego 2015 | Quito   | Ceglana      | Víctor Estrella | Gero Kretschmer Alexander Satschko | 5:7, 6:7(3)  |